# Orde van de Pijlers van de Staat

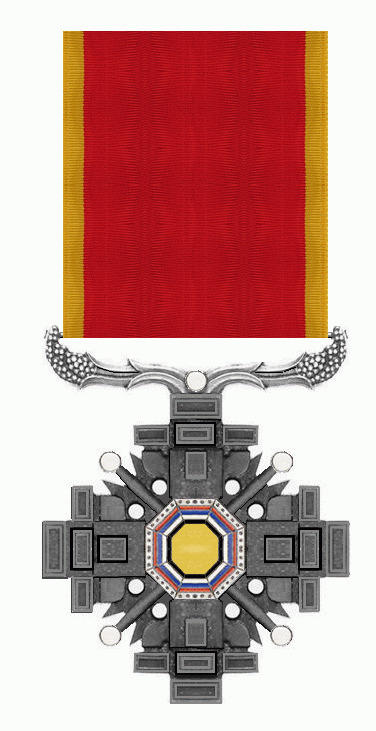
VIIe Klasse

De Orde van de Pijlers van de Staat van Mantsjoerije was een ridderorde van dit keizerrijk dat onder Japanse overheersing in het noorden van China was gevestigd.
De orde werd ingesteld door de marionet-keizer Pu Yi. De orde had zeven graden en werd aan een rood lint met een gele bies gedragen. De versierselen van de hogere graden waren van zilver en gedeeltelijk rood geëmailleerd. Het centrale achthoekige deel van de versierselen was geel geëmailleerd met randen in de kleuren van de vlag van Mantsjoekwo.
De VIIe graad werd aan het lint bevestigd met een beugel waarop tweemaal een hoorn des overvloeds was afgebeeld.

## Klasse
- Grootkruis met Borstster op de linker borstzijde
- Grootkruis met Borstster op de rechter borstzijde
- Commandeur
- Officierskruis
- Ridderkruis der Eerste Klasse
- Ridderkruis der Tweede Klasse
- Ereteken der Eerste Klasse
- Ereteken der Tweede Klasse

## Gedecoreerde
- Walter Schmitt, (Officier)
- Walther Hewel, (Grootofficier)
- Franz Breithaupt, (Grootofficier)